# Лакедемонская полития (Ксенофонт)
«Лакедемонская полития» или «Государственное устройство лакедемонян» (греч. Λακεδαιμονίων Πολιτεία) — один из малых политических трактатов Ксенофонта, представляющий собой описание государственного строя Спарты.

## Общая характеристика трактата
Трактат носит преувеличенно хвалебный характер. Автор здесь открыто выражает свои антидемократические взгляды и не скрывает симпатий к аристократической Спарте. В отличие от некоторых других сочинений, таких как «Киропедия», «Агесилай», «Гиерон», Ксенофонт опирается не на моральные качества правителя, а на систему незыблемых законов. По мнению автора, наиболее совершенна такая система, фундаментом для которой является воспитание граждан. Спартанское воспитание (агогэ), согласно Ксенофонту, продолжается в течение всей жизни и культивирует в гражданах такие качества, как неприхотливость, умение подчиняться командирам и умение командовать, отвага и готовность к самопожертвованию.

## Проблема последней главы
Ряд исследователей сомневаются в принадлежности Ксенофонту последней главы трактата, в которой говорится о падении нравов в современной автору Спарте. Однако веских доводов против подлинности этой главы нет.

## Издания текста на русском языке
- Ксенофонт. Лакедемонское государство. Пер. Г. А. Янчевецкого // Сочинения Ксенофонта в пяти выпусках. Киев, 1880. Вып. V: Мелкие статьи. С. 45-64.
- Ксенофонт. Лакедемонская полития (пер. Г. А. Янчевецкого с исправлениями и примечаниями) // Зайков А. Общество древней Спарты. Екатеринбург: Изд. Уральского ун-та, 2013. С. 178—194.
- Ксенофонт. Полития лакедемонян. Пер. М. Э. Курилова // Курилов М. Э. Социально-политическое устройство, внешняя политика и дипломатия классической Спарты. Саратов: Изд. «Научная книга», 2005. С. 71-83.